# Christian Wilhelm (Schwarzburg-Sondershausen)

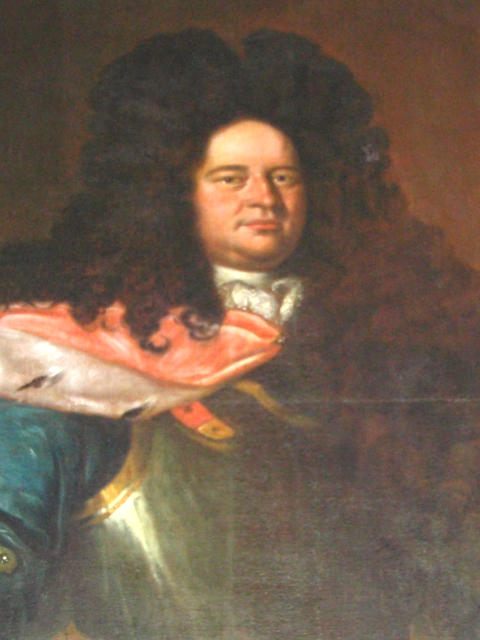
Christian Wilhelm, erster Fürst von Schwarzburg-Sondershausen

Christian Wilhelm I. von Schwarzburg (* 6. Januar 1647 in Sondershausen; † 10. Mai 1721 ebenda) war Graf und Fürst von Schwarzburg-Sondershausen, Graf von Hohnstein, Herr von Sondershausen, Arnstadt und Leutenberg. Seit 1681 führte er auch den Titel Graf in Ebeleben und seit 1716 Graf in Arnstadt.

## Leben
Christian Wilhelm war der älteste Sohn des Grafen Anton Günther I. von Schwarzburg-Sondershausen und dessen Frau Maria Magdalena, geborene Pfalzgräfin zu Birkenfeld (1622–1689).
1666 trat er gemeinsam mit seinem Bruder Anton Günther II. die Nachfolge seines Vaters an, teilte mit diesem aber das Land 1681, wobei Anton Günther Graf von Schwarzburg-Arnstadt wurde. 1691 erhielt er durch Kaiser Leopold I. das erbliche Privileg des Großen Palatinats (comitiva maior). Als solcher waren er und seine männlichen ehelichen Nachkommen befugt, Dritte zum Hofpfalzgrafen mit den Privilegien des (nicht erblichen) Kleinen Palatinats (comitiva minor) zu ernennen, so 1715 Justus Henning Böhmer. 1697 wurden die Brüder durch denselben Kaiser in den Reichsfürstenstand erhoben. Nach dem Tod Anton Günthers 1716 fiel Arnstadt wieder an Christian Wilhelm zurück. Mit seinem Bruder hatte er 1713 einen Erbfolgevertrag abgeschlossen, in welchem die Primogenitur und Unteilbarkeit Schwarzburg-Sondershausens festgelegt wurden. Der Vertrag wurde 1719 durch Kaiser Karl VI. bestätigt, nachdem auch Ludwig Friedrich I. von Schwarzburg-Rudolstadt 1710 dem Vertrag beigetreten war.
Christian Wilhelm löste sich vermehrt aus der Oberhoheit Kursachsens und ließ das Renaissanceschloss in Sondershausen barock umbauen. Unter Christian Wilhelm wurde Sondershausen zu einem kulturellen Mittelpunkt Nordthüringens.

## Nachkommen
Christian Wilhelm hatte sich am 20. Dezember 1671 mit der Kirchenlieddichterin Ludmilla Elisabeth von Schwarzburg-Rudolstadt verlobt, doch starb diese im März 1672 an den Masern. So heiratete er am 22. August 1673 Antonie Sibylle (1641–1684), Tochter des Grafen Albrecht Friedrich von Barby und Mühlingen, und hatte mit ihr folgende Kinder:
- Anton Albert (1674–1680)
- August Wilhelm (1676–1690)
- Günther XLIII., reg. Fürst von Schwarzburg-Sondershausen (1678–1740)
- Magdalene Sophie (1680–1751) ⚭ Graf Georg Albert von Schönburg-Hartenstein (1673–1716)
- (Christiane) Emilie (1681–1751) ⚭ Herzog Adolf Friedrich II. von Mecklenburg-Strelitz
- Luise Albertine (1682–1765)
- Antonie Sibylle (1684)

Christian Wilhelm heiratete in zweiter Ehe 1684 Wilhelmine Christiane (1658–1712), Tochter des Herzogs Johann Ernst II. von Sachsen-Weimar, mit der er folgende Kinder hatte:
- Johanna Auguste (1686–1703)
- Christiane Wilhelmine (1688–1749)
- Heinrich XXXV. (1689–1758), reg. Fürst von Schwarzburg-Sondershausen
- August I. (1691–1750), Fürst von Schwarzburg-Sondershausen
- Henriette Ernestine (1692–1759)
- Rudolf (1695–1749)
- Wilhelm II. (1699–1762)
- Christian (1700–1749), Fürst von Schwarzburg-Sondershausen